# Singulare tantum
Singulare tantum er et navneord der kun forekommer i ental.
Det kan ses i modsætning til plurale tantum
På dansk er eksempler ordene død, gæld og løn.